# 테일즈 오브 루미나리아
테일즈 오브 루미나리아(일본어: テイルズ オブ ルミナリア, Tales of Luminaria)는 콜로플이 개발한 모바일 게임이다. 이 게임은 반다이 남코 엔터테인먼트가 배급을 맡았으며 iOS와 안드로이드용으로 출시되었다. 도우가 카미카제의 일본의 애니메이션 각색판이 2022년 1월 20일 초연되었다. 2022년 5월 10일, 반다이 남코는 이 게임이 같은 해 7월 19일 태평양 표준시(PDT) 19:00에 종료될 것이며 이 게임과 애니메이션 각색판을 위한 공식 웹사이트 또한 폐쇄될 것이라고 발표했다.